# AAA-Saison 1935
Die AAA-Saison 1935 war die 18. Meisterschaftssaison im US-amerikanischen Formelsport. Sie begann am 30. Mai mit dem Indianapolis 500 und endete am 13. Oktober in Langhorne. Kelly Petillo sicherte sich den Titel.

## Rennergebnisse
| Nr. | Datum         | Veranstaltung (Rennstrecke)                                           | Meilen | Sieger        | Siegerteam            |
| --- | ------------- | --------------------------------------------------------------------- | ------ | ------------- | --------------------- |
| 1   | 30. Mai       | International 500 Mile Sweepstakes (Indianapolis Motor Speedway) (ZO) | 500    | Kelly Petillo | Wetteroth-Offenhauser |
| 2   | 04. Juli      | St. Paul 100 (Minnesota State Fair Speedway) (UO)                     | 100    | Kelly Petillo | Wetteroth-Offenhauser |
| 3   | 24. August    | Springfield 100 (Illinois State Fairgrounds) (UO)                     | 100    | Billy Winn    | Miller                |
| 4   | 02. September | Syracuse 100 (New York State Fairgrounds) (UO)                        | 100    | Billy Winn    | Miller                |
| 5   | 07. September | Altoona 100 (Altoona Speedway) (UO)                                   | 100    | Louis Meyer   | Stevens-Miller        |
| 6   | 13. Oktober   | Langhorne 100b (Langhorne Speedway) (UO)                              | 100    | Kelly Petillo | Wetteroth-Offenhauser |

- Erklärung: ZO: Ziegelsteinoval, UO: unbefestigtes Oval

## Fahrer-Meisterschaft (Top 10)
| 1. | Kelly Petillo | 890   |
| 2. | Bill Cummings | 630   |
| 3. | Wilbur Shaw   | 550   |
| 4. | Floyd Roberts | 510   |
| 5. | Billy Winn    | 408,7 |

| 6.  | Chet Gardner   | 270   |
| 7.  | Shorty Cantlon | 221,3 |
| 8.  | Louis Meyer    | 200   |
| 9.  | Ralph Hepburn  | 198   |
| 10. | Doc MacKenzie  | 170   |